# 若泽博伊特乌什
若泽博伊特乌什是巴西圣卡塔琳娜州的一个市镇。总面积405.519平方公里，总人口4840人，人口密度11.9人/平方公里。